# Neholopterus antarcticus
Neholopterus antarcticus är en skalbaggsart som först beskrevs av Aurivillius 1910.  Neholopterus antarcticus ingår i släktet Neholopterus och familjen långhorningar. Inga underarter finns listade i Catalogue of Life.